# はりまや
はりまや（株式会社播磨屋）は、大阪市住吉区にあるパチンコチェーン店で、大阪府内各地と兵庫県内に店舗を出店している。HARIMAYAブランドを用いながら、例年、経営に関するテーマを掲げ、地域に密着したパチンコ店を目指しているという。
1964年に創業したダイワソシオカンパニーから分離して1971年に「株式会社はりまや」設立。同年住吉区我孫子に1号店を出店。それ以後大阪府下にパチンコ店（2016年5月現在12店）を出店する他、「SUNバード薬局」、「ホテルグリーンドゥー行橋」などを展開した。2002年にパチンコ事業を分離独立し、新たに株式会社播磨屋を設立した。

## 店舗
大阪府・兵庫県にて10店舗展開中（令和6年9月現在）
- 播磨屋あびこビル
  - はりまや　あびこ店（1・2階）
  - スーパースロットはりまや（３・４階）
- はりまや　初芝店
- はりまや　三国ヶ丘店
- はりまや　北深井店
- はりまや　中もず店
- はりまや　日本橋一丁目店
- はりまや　徳庵駅前店
- はりまや　俊徳道店
- はりまや　出屋敷店

### 過去の店舗
- はりまや　和泉府中店
- はりまや　今里店
- はりまや　加賀屋店
- はりまや　島之内店
- はりまや　心斎橋店
- はりまや　住之江店
- はりまや　住道店
- はりまや　鶴見店
- はりまや　天神橋店
- はりまや　徳庵本店
- はりまや　日本橋店
- はりまや　深井店
- はりまや　藤井寺店

## その他
アルバイトで女性従業員を始めて採用したのは、「はりまや」だと言われている。